# Fantawild Dreamland (Wuhu)
Koordinaten: 31° 21′ 38″ N, 118° 27′ 23″ O
Fantawild Dreamland (chinesisch 方特梦幻王国) ist ein chinesischer Freizeitpark in Wuhu, Anhui, der am 8. Dezember 2010 eröffnet wurde. Er wird von den Fantawild Holdings betrieben, die auch andere Freizeitparks in China betreiben.

## Liste der Achterbahnen
| Name                        | Typ                             | Hersteller                            | Eröffnungsjahr |
| --------------------------- | ------------------------------- | ------------------------------------- | -------------- |
| Corgi Dog / 柯基狗          | Big Apple, Familienachterbahn   | Beijing Shibaolai Amusement Equipment | 2018           |
| Golden Whirlwind / 极速飞车 | Stahlachterbahn mit Inversionen | Sameco                                | 2010           |
| Worm Around / 果虫滑车      | Kinderachterbahn                | Jinma Rides                           | 2010           |